# Муравский Шлях (деревня)
Мура́вский Шля́х — нежилая деревня в Ливенском районе Орловской области.
Расположена рядом с посёлком Опытное Поле Вахновского сельского поселения.

## Название
Названа по своему местоположению на древнем историческом пути из Крыма в Москву, с XVI века носящего название Муравский шлях.
Муравский шлях дал название и другим населённым пунктам в этой местности: в 9 км к северу расположена деревня Шлях Ливенского района (Вахновское сельское поселение), в 15 км к югу — посёлок Шлях Должанского района.

## История
В период Великой Отечественной войны, а именно летом 1942 года в окрестностях деревни Муравский Шлях шли тяжёлые бои частей Красной Армии Брянского фронта против превосходящих сил противника. В них участвовал Первый танковый корпус.
В течение всего дня 30 июня 1942 года 1-я Гвардейская танковая бригада вела бои к югу от города Ливны, на подступах к деревне Муравский Шлях. Против бригады противник бросил до двух полков пехоты и до 50 танков. Наступление противника поддерживалось 40-50 самолетами, которые беспрерывно бомбили боевые порядки бригады, задерживая наступление советских танков.
В этом бою погиб, сгорев в танке после прямого попадания авиабомбы, Герой Советского Союза, танкист-ас лейтенант Иван Тимофеевич Любушкин, командир танка 1-го танкового батальона, 1-й Гвардейской танковой бригады. Его останки были захоронены на братском кладбище в д. Ростани (Ливенский район Орловской области), на могиле установлена мемориальная доска с его именем.